# Waarloos
Waarloos is een dorp in de Belgische provincie Antwerpen en een deelgemeente van Kontich. Waarloos was een zelfstandige gemeente tot aan de gemeentelijke herindeling van 1977.

## Toponymie

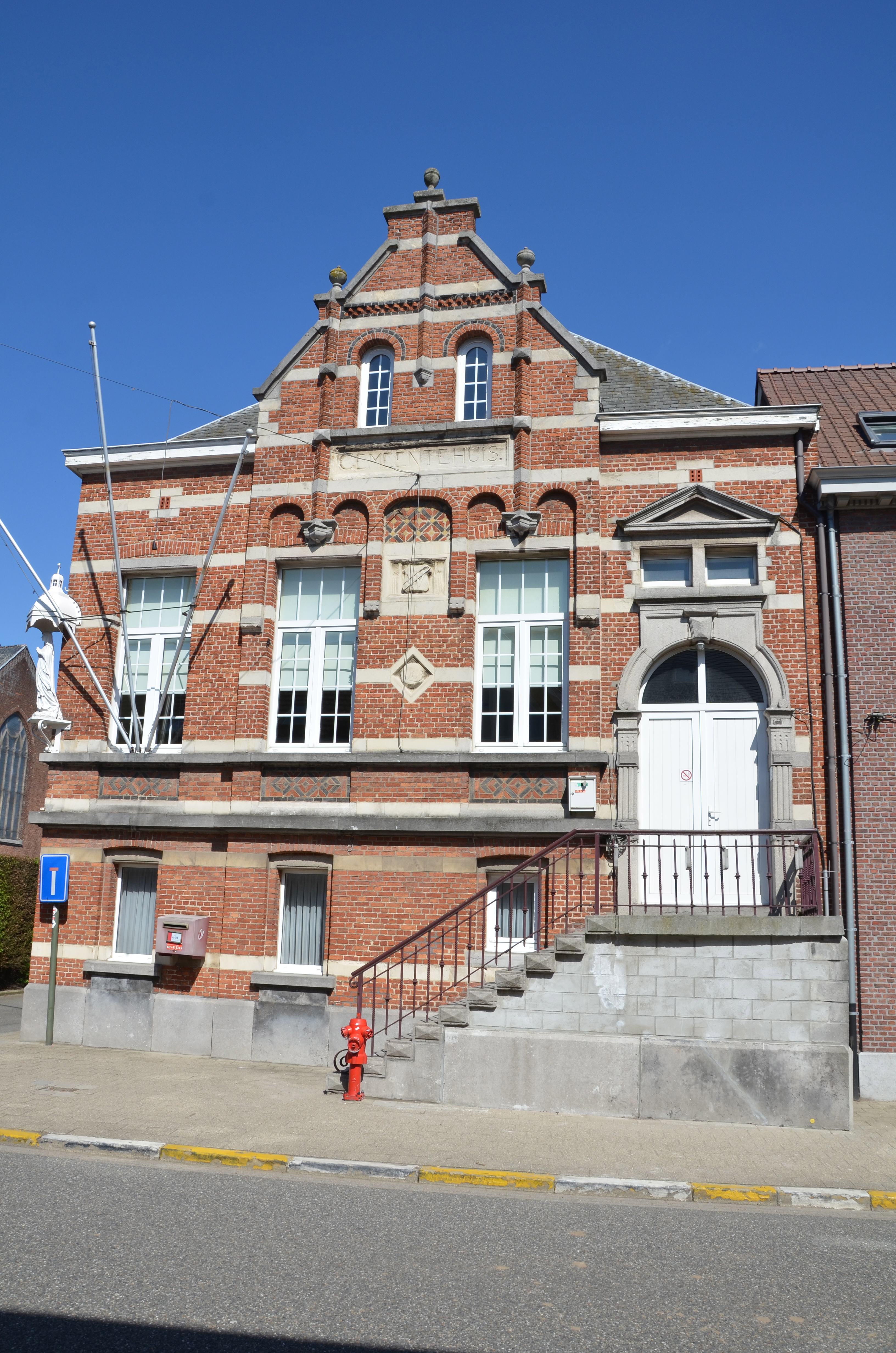
Oud-Gemeentehuis

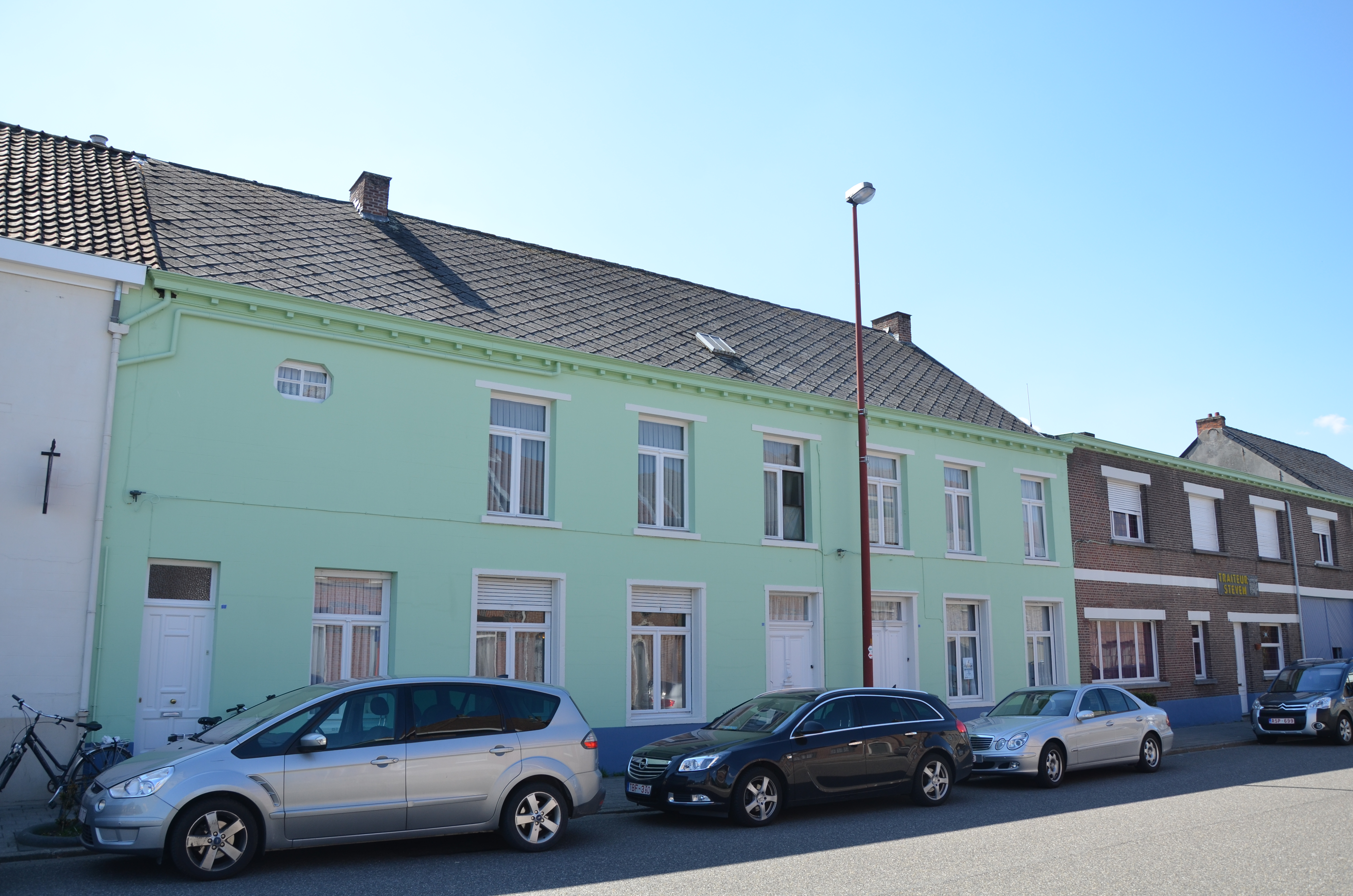
Ferdinand Maestraat

De naam is vermoedelijk afgeleid van de Germaanse woorden wardo en loos, die respectievelijk wacht en weide, glooiing betekenen. De samenstelling kan dan ook geïnterpreteerd worden als uitkijkhelling of uitzichtweide. In dit verband wordt vaak aangehaald dat er zich mogelijks een Romeinse wachtpost bevond op de Keizerenberg.
De oudste vermelding van het toponiem Waarloos is te vinden in een afschrift uit het cartularium van de abdij van Lobbes uit 1149, waarin bisschop Nicolaus Van Kamerijk de "Ecclesiam de Contheka cum appenditiis suis Warlos, Hemingscham, Nila." schenkt aan de abdijgemeenschap van Sint-Pieter te Lobbes.

## Geschiedenis

### Gallo-Romeinse Tijd
Hoewel er geen bewijzen van zijn, wordt er vermoed dat er zich een Romeinse wachtpost heeft bevonden aan de deverticulum Rumesta - Contiacum. Deze post zou zich op de keizerenberg bevonden hebben, later zouden kerk en centrum dichter naar Kontich zijn verplaatst.

### Frankische Periode
In 1877 werd door de Kontichse vrederechter C. Thys een Frankische begraafplaats met dito voorwerpen, vermoedelijk uit de Merovingische tijd, ontdekt in Waarloos. Hoewel hij er een artikel over schreef, liet hij het echter na de specifieke plaats te vermelden.

### Middeleeuwen
Waarloos behoorde in deze periode tot het Land van Mechelen of van Arkel, dat behoorde tot het markgraafschap Antwerpen.
In de 15de eeuw vormde het samen met buurdorp Reet een schepenbank. In 1530 kwam Waarloos echter onder de schepenbank Kontich. Deze toestand duurde tot in 1620. Vanaf 1670 kreeg het dorp dan een zelfstandige schepenbank.
De heerlijkheid werd in 1572 verkocht aan kardinaal Granvelle, en bleef tot 1616 toebehoren aan diens Graafschap Cantecroy. Later wisselde de heerlijkheid nog enkele malen van eigenaar. Zo waren Lucas van Opmeer (1626-1630), Maximiliaan van der Gracht (vanaf 1630), Jan-Karel de Cordes en zijn gelijknamige zoon en ten slotte Jacques de Raedt (vanaf 1646) heren van Waarloos. De laatste heren kwamen uit het geslacht della Faille en beheerden Waarloos tot aan de Franse Revolutie.

### Moderne Tijd
In 1972 werd het dorp opgeschrikt door de moord op haar veldwachter door een jonge bende die enkel zijn dienstwapen wou bemachtigen. De moord vond plaats in de omgeving van de voormalige spoorwegsite. De gemeente Waarloos werd op 1 januari 1977 gefusioneerd met Kontich.

## Geografie

### Hydrografie
De deelgemeente heeft twee noemenswaardige waterlopen, met name de Hessepoelbeek en de Babbelkroonbeek.

### Topografie
Waarloos heeft een oppervlakte van 471 ha. Het reliëf is zacht golvend, en varieert van 32 m in het zuidwesten tot 12 m in het noordoosten. Het hoogste punt van Waarloos is de Keizerenberg.

### Geologie
De bodem bestaat overwegend uit matig vochtige, lemige zandgrond.

### Natuurgebied
De Oude spoorwegberm is een natuurgebied, beheerd door Natuurpunt.

## Bezienswaardigheden

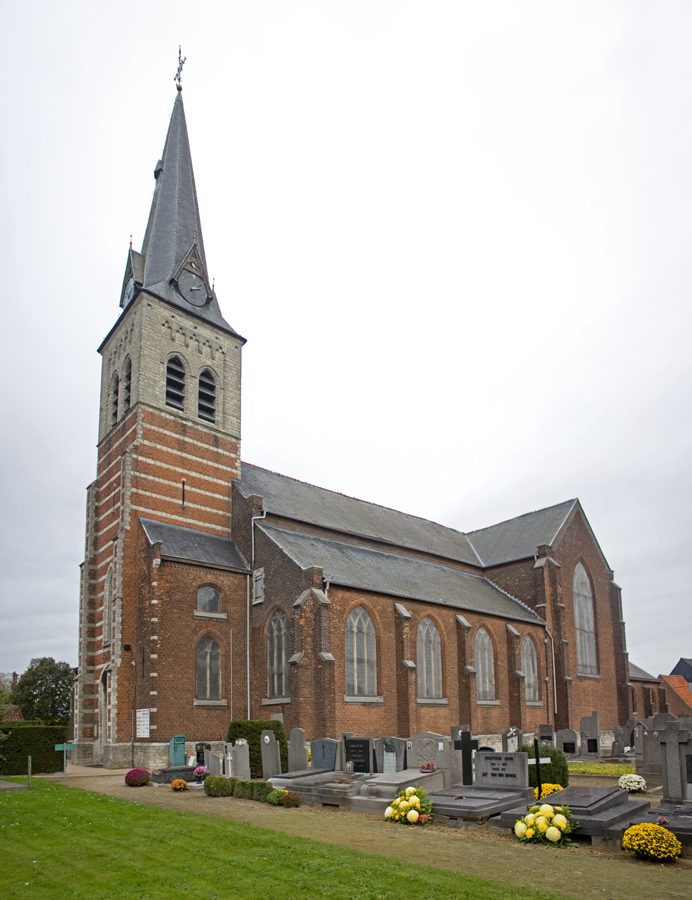
Sint-Michielkerk

- De neogotische Sint-Michielskerk uit 1864 met haar toren uit de 15de à 16de eeuw en haar fraaie kunstwerken. De biechtstoel, meubilair, hoofdaltaar en gestoelte (met het wapen van de familie Della Faille) zijn van de hand van Jean-Baptiste Bethune, grondlegger van de neogotiek in België.
- Het gedeeltelijk ommuurde kerkhof met o.a. de grafzerk van de familie Della Faille uit de tweede helft van de 17de eeuw.

## Demografische ontwikkeling
- Bronnen:NIS, Opm:1806 tot en met 1970=volkstellingen; 1976 = inwoneraantal op 31 december

## Cultuur

### Uitgaan
- Copa Cabana: Discotheek
- Den Trap: Is een jeugdhuis dat opgericht werd in 1989.

### Fanfare
- Koninklijke fanfare Sint-Cecilia Waarloos: De fanfare werd opgericht op 2 februari 1931 onder voorzitterschap van Jozef Braeckmans. Vier jaar later heeft het eerste openbaar optreden plaats op de Wereldtentoonstelling van 1935 te Brussel. Sinds 13 oktober 1981 ten slotte, mag de fanfare de titel Koninklijke voeren.

### Jeugdbeweging
- Chiro Waarloos, opgericht in 1946.

## Religie
De Sint-Michielsparochie behoorde aanvankelijk tot de moederparochie Kontich. In de loop van de 12e eeuw werd de Waarlose parochie zelfstandig. Het begevingsrecht, aanvankelijk in handen van de abdij van Lobbes, kwam in de 16e eeuw in handen van kardinaal Granvelle. Later ging het over op zijn opvolgers, de graven van Cantecroy.
Als deel van de aartsdekenij Antwerpen, lag de parochie oorspronkelijk in het bisdom Kamerijk, bij de oprichting van de nieuwe bisdommen in 1560 werd Waarloos echter ingedeeld bij het bisdom Antwerpen. Tussen 1802 en 1962 werd de Sint-Michielsparochie overgeheveld naar het aartsbisdom Mechelen, maar sinds de recentste reorganisatie opnieuw toegewezen aan het bisdom Antwerpen.

## Mobiliteit

### Historisch
Van 1907 tot 1968 had Waarloos een spoorwegstation op spoorlijn 27B die van Weerde naar Antwerpen-Zuid liep.

### Heden
Openbaar vervoer: Verschillende buslijnen van vervoersmaatschappij De Lijn verbinden Waarloos met Antwerpen, Mechelen en andere gemeenten in de omgeving.
Wegverkeer: De belangrijkste wegen die Waarloos doorkruisen zijn de N1 (die de deelgemeente verbindt met Mechelen, Kontich en Antwerpen), de Michel Geysemansstraat (Reet) en ten slotte de Waarloossteenweg (Duffel).

## Politiek

### Geschiedenis

#### (Voormalige) Burgemeesters
| Tijdspanne | Tijdspanne  | Burgemeester                 |
| ---------- | ----------- | ---------------------------- |
|            | 1830 - 1852 | Petrus Joannes De Vocht      |
|            | 1853 - 1861 | Jan Baptist Spruyt           |
|            | 1862 - 1866 | J.F. Ruytjens                |
|            | 1867 - 1872 | Joannes Franciscus Van Noyen |
|            | 1873        | J.B. De Wit                  |
|            | 1874 - 1878 | Joannes Cornelius De Vocht   |
|            | 1879 - 1884 | Joannes Franciscus Van Put   |
|            | 1884 - 1903 | Joannes Cornelius De Vocht   |
|            | 1903 - 1914 | Jan Baptist Francis          |
|            | ...         |                              |
|            | 1918 - 1927 | Jan Baptist Francis          |
|            | 1927 - 1932 | Ferdinand Maes (UCB)         |
|            | 1932 - 1938 | Jan Baptist Van der Auwera   |
|            | 1939 - 1947 | Hendrik Van Riet             |
|            | 1947 - 1962 | Prosper De Vocht             |
|            | 1962 - 1977 | Marcel Meert                 |

## Economie
In de 19e eeuw legden Ferdinand en Théophile Maes de basis van de later zo vermaarde Brouwerij Maes aan de Grote Steenweg. Ferdinand werd zelfs even burgemeester, van 1927 tot 1932, toen hij plots stierf. Twee jaar later werd de Dorpsstraat naar hem omgedoopt, als Ferdinand Maesstraat. Maes Pils groeide uit tot de nummer twee op de Belgische markt. In 2005 was het gedaan met bier brouwen te Waarloos. Het hele complex, ook de trotse koperen ketels, verdwenen voorgoed uit het dorpsbeeld, om plaats te maken voor een industrieterrein.

## Onderwijs

### Lager Onderwijs
- Sint-Michielschool, Oude Baan 1 (vroeger meisjesschool)

- vroeger: ook nog de gemeentelijke lagere jongensschool (gemengd sinds 1975). Gesloten nadat ook de Sint-Michielsschool gemengd werd.

## Bekende Waarlosenaars
Bekende personen die geboren of woonachtig zijn of waren in Waarloos of een andere significante band met het dorp hebben:
- Vincent Banić, model, acteur en presentator op JIM
- Hanne De Haes, volleybalster
- Marc Dollendorf, atleet
- John Doms, atleet
- Ferdinand Maes, voormalig burgemeester en stichter van de Brouwerij Maes
- Greet Op de Beeck, journaliste

## Nabijgelegen kernen
Kontich, Duffel, Reet, Rumst, Walem